# Llista d'asteroides/161701-161800
| Nom             | Designació provisional | Data de descobriment   | Lloc de descobriment | Descobridor/s       |
| --------------- | ---------------------- | ---------------------- | -------------------- | ------------------- |
| 161701 -        | 2006 JW41              | 7 de maig de 2006      | Kitt Peak            | Spacewatch          |
| 161702 -        | 2006 JZ46              | 5 de maig de 2006      | Anderson Mesa        | LONEOS              |
| 161703 -        | 2006 JH52              | 5 de maig de 2006      | Anderson Mesa        | LONEOS              |
| 161704 -        | 2006 JL55              | 1 de maig de 2006      | Catalina             | CSS                 |
| 161705 -        | 2006 KJ                | 16 de maig de 2006     | Palomar              | NEAT                |
| 161706 -        | 2006 KG2               | 17 de maig de 2006     | Siding Spring        | SSS                 |
| 161707 -        | 2006 KY2               | 18 de maig de 2006     | Palomar              | NEAT                |
| 161708 -        | 2006 KX37              | 24 de maig de 2006     | Mount Lemmon         | Mount Lemmon Survey |
| 161709 -        | 2006 KJ48              | 21 de maig de 2006     | Kitt Peak            | Spacewatch          |
| 161710 -        | 2006 KV75              | 24 de maig de 2006     | Palomar              | NEAT                |
| 161711 -        | 2006 KU88              | 26 de maig de 2006     | Kitt Peak            | Spacewatch          |
| 161712 -        | 2006 KF91              | 24 de maig de 2006     | Mount Lemmon         | Mount Lemmon Survey |
| 161713 -        | 2006 KJ109             | 31 de maig de 2006     | Mount Lemmon         | Mount Lemmon Survey |
| 161714 -        | 2006 MH                | 16 de juny de 2006     | Kitt Peak            | Spacewatch          |
| 161715 Wenchuan | 2006 MZ12              | 23 de juny de 2006     | Lulin Observatory    | Q.-z. Ye            |
| 161716 -        | 2006 OS15              | 26 de juliol de 2006   | Siding Spring        | SSS                 |
| 161717 -        | 2006 PL23              | 12 d'agost de 2006     | Palomar              | NEAT                |
| 161718 -        | 2006 QP28              | 21 d'agost de 2006     | Kitt Peak            | Spacewatch          |
| 161719 -        | 2006 QM123             | 29 d'agost de 2006     | Catalina             | CSS                 |
| 161720 -        | 2006 QK126             | 16 d'agost de 2006     | Palomar              | NEAT                |
| 161721 -        | 2006 RF11              | 12 de setembre de 2006 | Catalina             | CSS                 |
| 161722 -        | 2006 RH20              | 15 de setembre de 2006 | Socorro              | LINEAR              |
| 161723 -        | 2006 RT21              | 15 de setembre de 2006 | Kitt Peak            | Spacewatch          |
| 161724 -        | 2006 RB48              | 14 de setembre de 2006 | Catalina             | CSS                 |
| 161725 -        | 2006 RK48              | 14 de setembre de 2006 | Catalina             | CSS                 |
| 161726 -        | 2006 RB102             | 15 de setembre de 2006 | Kitt Peak            | Spacewatch          |
| 161727 -        | 2006 SW7               | 16 de setembre de 2006 | Socorro              | LINEAR              |
| 161728 -        | 2006 SQ20              | 18 de setembre de 2006 | Goodricke-Pigott     | R. A. Tucker        |
| 161729 -        | 2006 SZ23              | 18 de setembre de 2006 | Catalina             | CSS                 |
| 161730 -        | 2006 SE27              | 16 de setembre de 2006 | Catalina             | CSS                 |
| 161731 -        | 2006 SG36              | 17 de setembre de 2006 | Anderson Mesa        | LONEOS              |
| 161732 -        | 2006 SV42              | 18 de setembre de 2006 | Catalina             | CSS                 |
| 161733 -        | 2006 ST44              | 17 de setembre de 2006 | Anderson Mesa        | LONEOS              |
| 161734 -        | 2006 SP83              | 18 de setembre de 2006 | Kitt Peak            | Spacewatch          |
| 161735 -        | 2006 SC87              | 18 de setembre de 2006 | Kitt Peak            | Spacewatch          |
| 161736 -        | 2006 SA121             | 18 de setembre de 2006 | Catalina             | CSS                 |
| 161737 -        | 2006 SR121             | 18 de setembre de 2006 | Catalina             | CSS                 |
| 161738 -        | 2006 SD126             | 20 de setembre de 2006 | Socorro              | LINEAR              |
| 161739 -        | 2006 SL126             | 21 de setembre de 2006 | Anderson Mesa        | LONEOS              |
| 161740 -        | 2006 SE154             | 20 de setembre de 2006 | Palomar              | NEAT                |
| 161741 -        | 2006 SU207             | 25 de setembre de 2006 | Kitt Peak            | Spacewatch          |
| 161742 -        | 2006 SV238             | 26 de setembre de 2006 | Kitt Peak            | Spacewatch          |
| 161743 -        | 2006 SR253             | 26 de setembre de 2006 | Mount Lemmon         | Mount Lemmon Survey |
| 161744 -        | 2006 SK259             | 26 de setembre de 2006 | Kitt Peak            | Spacewatch          |
| 161745 -        | 2006 SV262             | 26 de setembre de 2006 | Mount Lemmon         | Mount Lemmon Survey |
| 161746 -        | 2006 SF267             | 26 de setembre de 2006 | Kitt Peak            | Spacewatch          |
| 161747 -        | 2006 SY272             | 27 de setembre de 2006 | Socorro              | LINEAR              |
| 161748 -        | 2006 SR274             | 27 de setembre de 2006 | Mount Lemmon         | Mount Lemmon Survey |
| 161749 -        | 2006 ST274             | 27 de setembre de 2006 | Mount Lemmon         | Mount Lemmon Survey |
| 161750 -        | 2006 SQ285             | 25 de setembre de 2006 | Mount Lemmon         | Mount Lemmon Survey |
| 161751 -        | 2006 SU287             | 22 de setembre de 2006 | Catalina             | CSS                 |
| 161752 -        | 2006 SX289             | 26 de setembre de 2006 | Siding Spring        | SSS                 |
| 161753 -        | 2006 SW327             | 27 de setembre de 2006 | Kitt Peak            | Spacewatch          |
| 161754 -        | 2006 SJ354             | 30 de setembre de 2006 | Catalina             | CSS                 |
| 161755 -        | 2006 SQ354             | 30 de setembre de 2006 | Mount Lemmon         | Mount Lemmon Survey |
| 161756 -        | 2006 SB360             | 30 de setembre de 2006 | Catalina             | CSS                 |
| 161757 -        | 2006 TH                | 2 d'octubre de 2006    | RAS                  | A. Lowe             |
| 161758 -        | 2006 TL18              | 11 d'octubre de 2006   | Kitt Peak            | Spacewatch          |
| 161759 -        | 2006 TO20              | 11 d'octubre de 2006   | Kitt Peak            | Spacewatch          |
| 161760 -        | 2006 TU25              | 12 d'octubre de 2006   | Kitt Peak            | Spacewatch          |
| 161761 -        | 2006 TK26              | 12 d'octubre de 2006   | Kitt Peak            | Spacewatch          |
| 161762 -        | 2006 TQ29              | 12 d'octubre de 2006   | Kitt Peak            | Spacewatch          |
| 161763 -        | 2006 TO30              | 12 d'octubre de 2006   | Kitt Peak            | Spacewatch          |
| 161764 -        | 2006 TV49              | 12 d'octubre de 2006   | Palomar              | NEAT                |
| 161765 -        | 2006 TH55              | 12 d'octubre de 2006   | Palomar              | NEAT                |
| 161766 -        | 2006 TC56              | 13 d'octubre de 2006   | Kitt Peak            | Spacewatch          |
| 161767 -        | 2006 TW62              | 10 d'octubre de 2006   | Palomar              | NEAT                |
| 161768 -        | 2006 TA64              | 10 d'octubre de 2006   | Palomar              | NEAT                |
| 161769 -        | 2006 TP67              | 11 d'octubre de 2006   | Kitt Peak            | Spacewatch          |
| 161770 -        | 2006 TK73              | 11 d'octubre de 2006   | Palomar              | NEAT                |
| 161771 -        | 2006 TY86              | 13 d'octubre de 2006   | Kitt Peak            | Spacewatch          |
| 161772 -        | 2006 TG89              | 13 d'octubre de 2006   | Kitt Peak            | Spacewatch          |
| 161773 -        | 2006 TG90              | 13 d'octubre de 2006   | Kitt Peak            | Spacewatch          |
| 161774 -        | 2006 TU91              | 13 d'octubre de 2006   | Kitt Peak            | Spacewatch          |
| 161775 -        | 2006 TG108             | 1 d'octubre de 2006    | Siding Spring        | SSS                 |
| 161776 -        | 2006 UJ7               | 16 d'octubre de 2006   | Catalina             | CSS                 |
| 161777 -        | 2006 UE11              | 17 d'octubre de 2006   | Mount Lemmon         | Mount Lemmon Survey |
| 161778 -        | 2006 US27              | 16 d'octubre de 2006   | Kitt Peak            | Spacewatch          |
| 161779 -        | 2006 UN50              | 17 d'octubre de 2006   | Kitt Peak            | Spacewatch          |
| 161780 -        | 2006 UQ70              | 16 d'octubre de 2006   | Catalina             | CSS                 |
| 161781 -        | 2006 UX108             | 18 d'octubre de 2006   | Kitt Peak            | Spacewatch          |
| 161782 -        | 2006 UJ112             | 19 d'octubre de 2006   | Kitt Peak            | Spacewatch          |
| 161783 -        | 2006 UB132             | 19 d'octubre de 2006   | Catalina             | CSS                 |
| 161784 -        | 2006 UZ138             | 19 d'octubre de 2006   | Kitt Peak            | Spacewatch          |
| 161785 -        | 2006 UR179             | 16 d'octubre de 2006   | Catalina             | CSS                 |
| 161786 -        | 2006 UK189             | 19 d'octubre de 2006   | Catalina             | CSS                 |
| 161787 -        | 2006 UA192             | 19 d'octubre de 2006   | Catalina             | CSS                 |
| 161788 -        | 2006 UR208             | 23 d'octubre de 2006   | Kitt Peak            | Spacewatch          |
| 161789 -        | 2006 UW255             | 27 d'octubre de 2006   | Mount Lemmon         | Mount Lemmon Survey |
| 161790 -        | 2006 UK261             | 28 d'octubre de 2006   | Kitt Peak            | Spacewatch          |
| 161791 -        | 2006 UM261             | 28 d'octubre de 2006   | Catalina             | CSS                 |
| 161792 -        | 2006 UO274             | 28 d'octubre de 2006   | Kitt Peak            | Spacewatch          |
| 161793 -        | 2006 UT286             | 28 d'octubre de 2006   | Mount Lemmon         | Mount Lemmon Survey |
| 161794 -        | 2006 UE287             | 28 d'octubre de 2006   | Kitt Peak            | Spacewatch          |
| 161795 -        | 2006 VJ29              | 10 de novembre de 2006 | Kitt Peak            | Spacewatch          |
| 161796 -        | 2006 VT34              | 11 de novembre de 2006 | Catalina             | CSS                 |
| 161797 -        | 2006 VL45              | 2 de novembre de 2006  | Catalina             | CSS                 |
| 161798 -        | 2006 VN48              | 10 de novembre de 2006 | Socorro              | LINEAR              |
| 161799 -        | 2006 VT51              | 10 de novembre de 2006 | Kitt Peak            | Spacewatch          |
| 161800 -        | 2006 VJ63              | 11 de novembre de 2006 | Kitt Peak            | Spacewatch          |